# ولز-مالاگا
ولز-مالاگا (به اسپانیایی: Vélez-Málaga) یک شهرداری در اسپانیا است که در Axarquía واقع شده‌است.

## خصوصیات
ولز-مالاگا ۱۵۷٫۸۸ کیلومترمربع مساحت و ۷۸٬۱۶۶ نفر جمعیت دارد و ۶۰ متر بالاتر از سطح دریا واقع شده‌است.